# Brønderslev Posthus
Brønderslev Posthus  eller Brønderslev Distributionscenter var et postdistributionscenter på Banegårdspladsen i Brønderslev. Tidligere var det også et posthus. Al postomdeling i 9381 Sulsted, 9382 Tylstrup, 9740 Jerslev, 9700 Brønderslev, 9750 Østervrå og 9760 Vrå foregik med udgangspunkt fra Brønderslev Posthus indtil d. 4. September 2017. Postbygningen er efterfølgende solgt.
Den 25. marts 2009 lukkede postekspeditionen i posthuset, og personalet blev virksomhedsoverdraget til en nyindrettet postbutik i Løvbjerg på Arkaden. Det skyldtes flere års fald i posthusets omsætning.

## Historie
Den 9. september 2013 lukkede Sæby Posthus og de ansatte blev derefter flyttet til henholdsvis Brønderslev og Frederikshavn Posthuse.